# Найдхартсхаузен
Найдхартсхаузен (нем. Neidhartshausen) — община в Германии, в земле Тюрингия. 
Входит в состав района Вартбург. Подчиняется управлению Дермбах.  Население составляет 321 человек (на 31 декабря 2010 года). Занимает площадь 7,59 км².